# Pareidolia

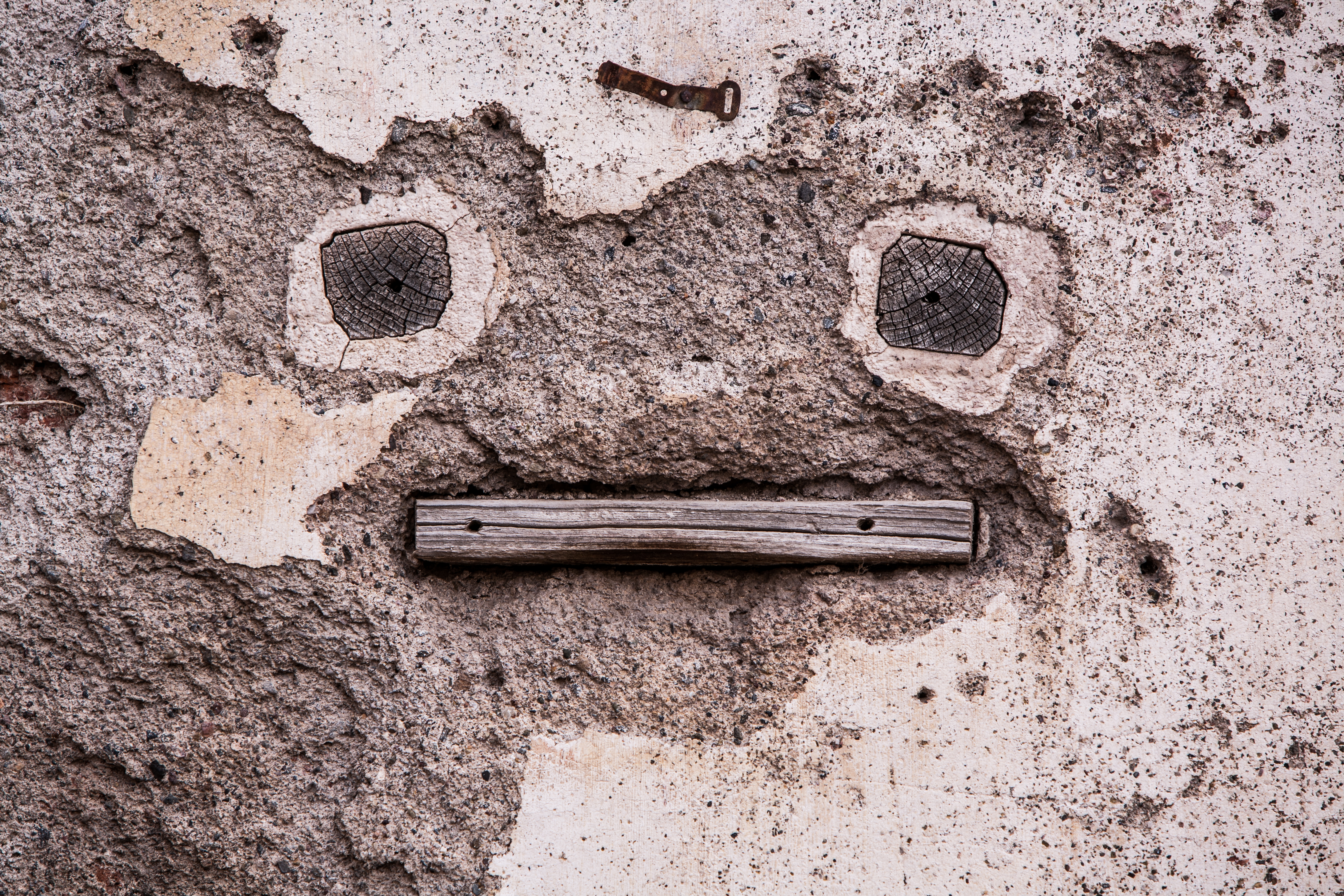
Imagen de un rostro en una pared

La pareidolia (del griego eidolon (εἴδωλον): ‘figura’ o ‘imagen’ y el prefijo para (παρά): ‘junto a’ o ‘semejante a’) es un fenómeno psicológico en el que un estímulo vago y aleatorio (habitualmente una imagen) se percibe como una forma reconocible, debido a un sesgo perceptivo. Una explicación de este fenómeno, conforme al funcionamiento del cerebro, la describe Jeff Hawkins en su marco de memoria-predicción. Este fenómeno se utiliza en evaluaciones psicológicas, como en el test de Rorschach.

## Descripción

Una simple colección de líneas puede percibirse como un rostro, e incluso interpretarse que expresa una emoción específica.

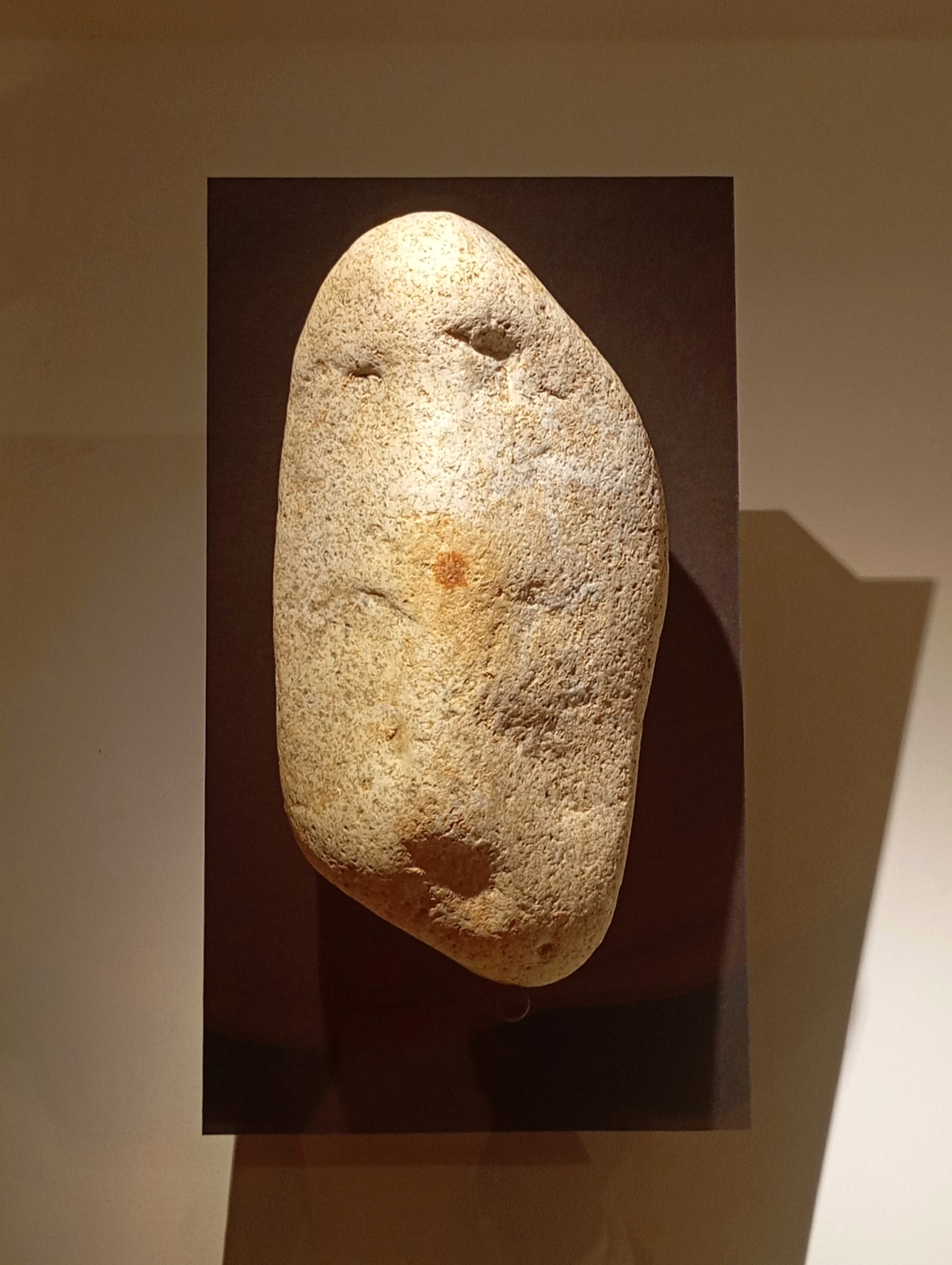
Pareidolia registrada más antigua: canto rodado de la Huella de Segovia (Abrigo de San Lázaro, Segovia), datada hace 43.000 años, contiene la primera huella dactilar y arte mueble con pigmento datados, realizados por neandertales como ritual para reforzar la forma de rostro humano

Es un término de origen psiquiátrico que se ha ido popularizando en el lenguaje común y ha ido perdiendo el sentido patológico. La pareidolia puede hacer que las personas interpreten imágenes aleatorias, o patrones de luces y sombras, como rostros. En el 2009, un estudio de magnetoencefalografía encontró que los objetos percibidos como rostros evocan una activación temprana (165 ms) del área fusiforme de los rostros en un momento y lugar similar al provocado por los rostros, mientras que otros objetos comunes no evocan esa activación. Esta activación es similar a un tiempo ligeramente más rápido (130 ms) que se observa para imágenes de rostros reales. Los autores sugieren que la percepción del rostro que evocan objetos similares al rostro es un proceso relativamente temprano, y no un fenómeno de reinterpretación cognitiva tardía. Una imagen por resonancia magnética funcional (fMRI) en el 2011 mostró de manera similar que la presentación repetida de formas visuales novedosas que se interpretaron como significativas condujo a una disminución de las respuestas de fMRI para objetos reales. Estos resultados indican que la interpretación de estímulos ambiguos depende de procesos similares a los provocados por objetos conocidos.
Estos estudios ayudan a explicar por qué las personas identifican unas pocas líneas y un círculo como un "rostro" tan rápidamente y sin dudarlo. Los procesos cognitivos son activados por el objeto "similar a un rostro", que alerta al observador tanto del estado emocional como de la identidad del sujeto, incluso antes de que la mente consciente comience a procesar o incluso recibir la información. Un "rostro de figura de palo", a pesar de su simplicidad, puede transmitir información sobre el estado de ánimo y puede dibujarse para indicar emociones como la felicidad o la ira. Se supone que esta capacidad robusta y sutil, también presente en los neandertales, es el resultado de eones de selección natural que favorecen a las personas más capaces de identificar rápidamente el estado mental, por ejemplo, de amenaza a las personas, proporcionando así al individuo la oportunidad de huir o atacar preventivamente. En otras palabras, procesar esta información de manera subcortical, por lo tanto inconscientemente, antes de pasarla al resto del cerebro para un procesamiento detallado, acelera el juicio y la toma de decisiones cuando se necesita una reacción rápida. Esta capacidad, aunque altamente especializada para el procesamiento y el reconocimiento de las emociones humanas, también funciona para determinar el comportamiento de la vida silvestre.
La pareidolia puede ser considerada una subcategoría de apofenia.

## Ejemplos

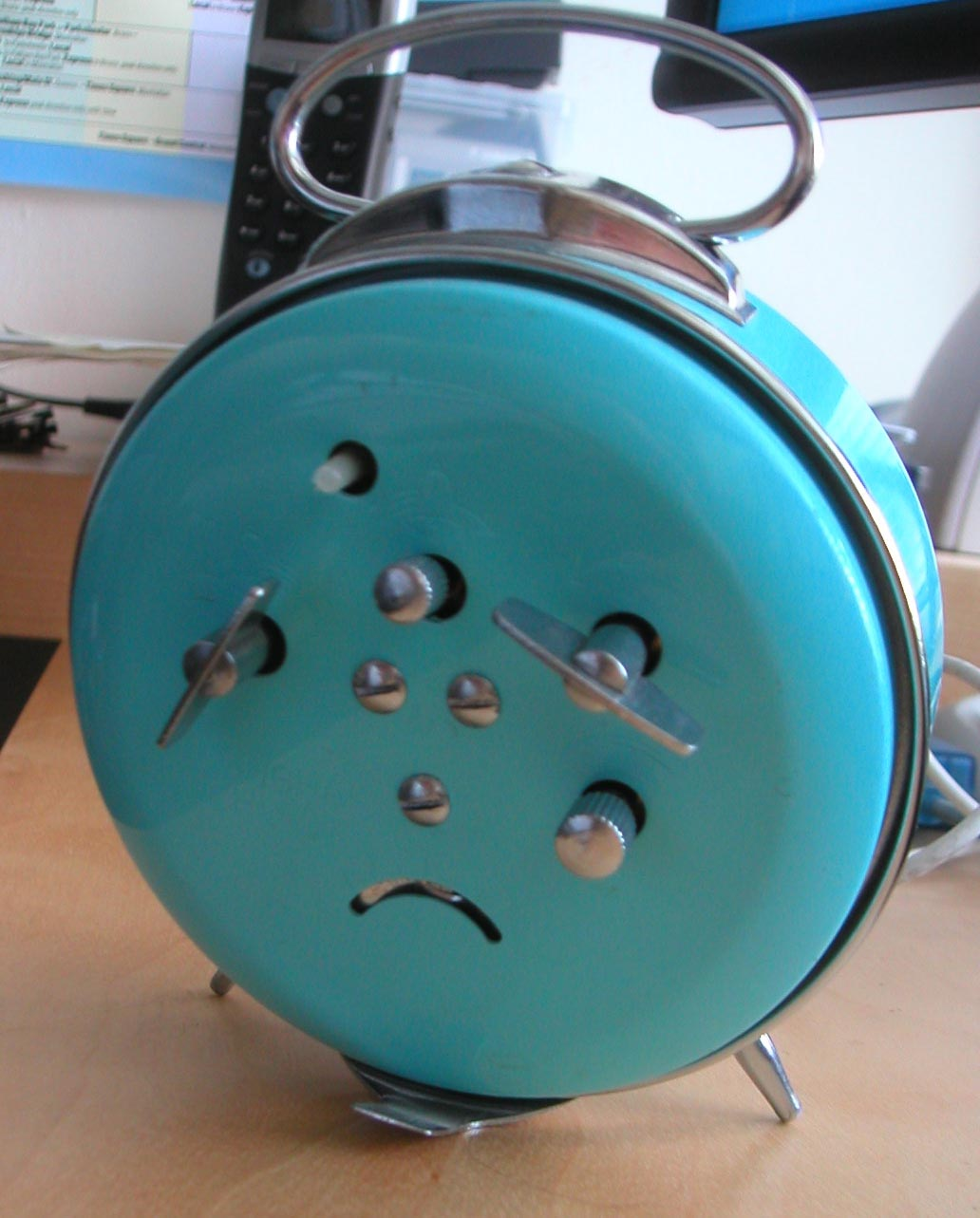
Este despertador parece tener una cara triste.

La pareidolia, por sí sola o combinada con la apofenia y con la hierofanía, podrían ser el origen de la consideración de espacios sagrados dada a determinados sitios arqueológicos, así como a algunas pinturas rupestres.
Ejemplos de pareidolia son:
- Visión de animales o rostros en la forma de las nubes.
- Visión de rostros, de cuerpos humanos u objetos en los perfiles montañosos
- Visión de rostros en la parte delantera o trasera de un vehículo (los faros representarían los ojos, la parrilla la boca o dentadura y el parabrisas la frente o cabeza)
- Imágenes de rostros en aparatos o edificios.
- Visión de personas o siluetas en el pavimento.
- Audición de mensajes reconocibles en grabaciones en idiomas desconocidos o reproducidas al revés.
- Avistamientos de ovnis, críptidos, fantasmas u otros fenómenos paranormales.
- Numerosas figuras religiosas o simplemente humanoides en objetos astronómicos como la Luna, la Nebulosa del Águila, etc.
- Imágenes religiosas en objetos cotidianos (árboles, rocas, plantas).
- Los nombres actuales de las constelaciones astronómicas.
- La llamada Cara de Marte.

## Galería

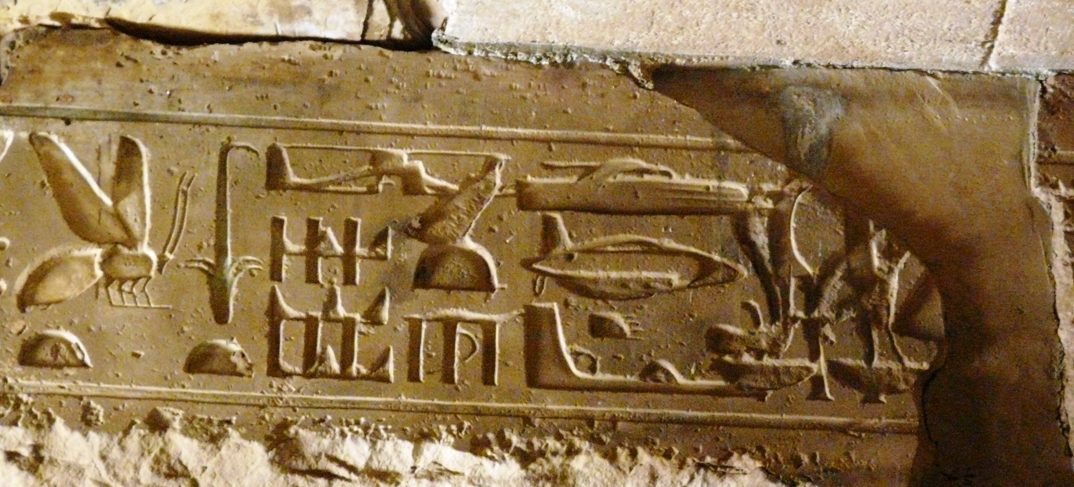
La inscripción de algunos jeroglíficos (como estos del templo de Abidos) sobre otros más antiguos –tras la pérdida de la pasta de relleno– origina curiosas formas que se asemejan a helicópteros o aviones.
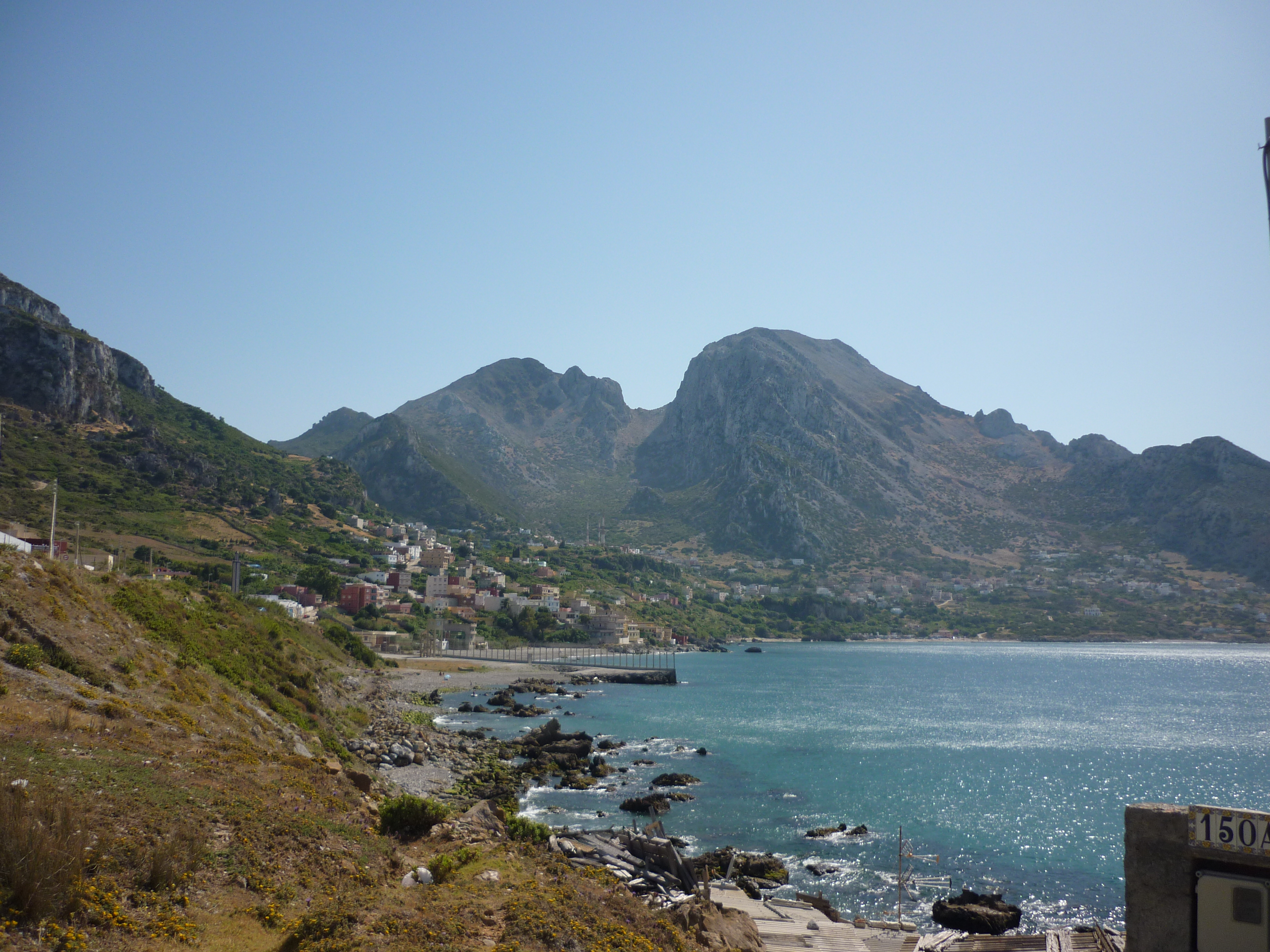
La Mujer Muerta o Jebel Musa, una montaña en Ceuta.
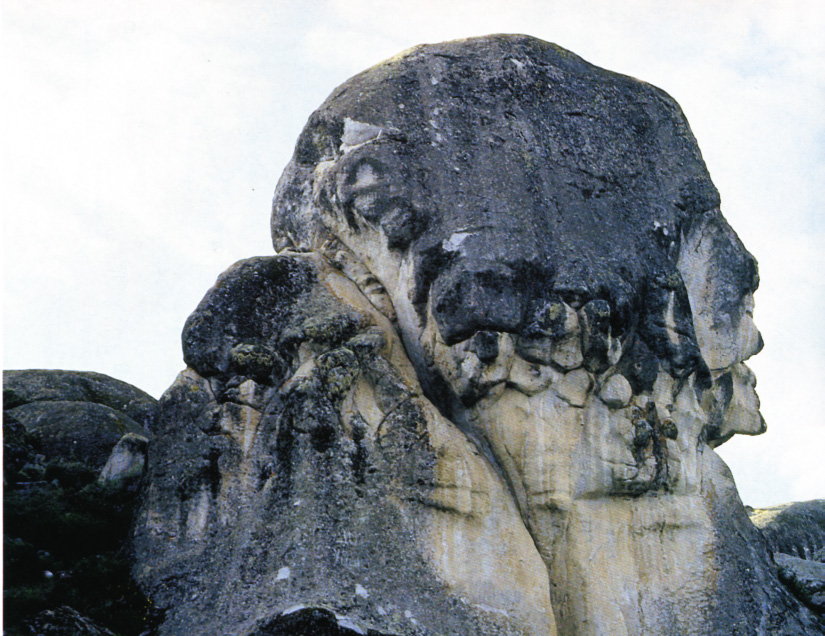
Forma de cabeza humana en Marcahuasi, meseta al este de Lima.
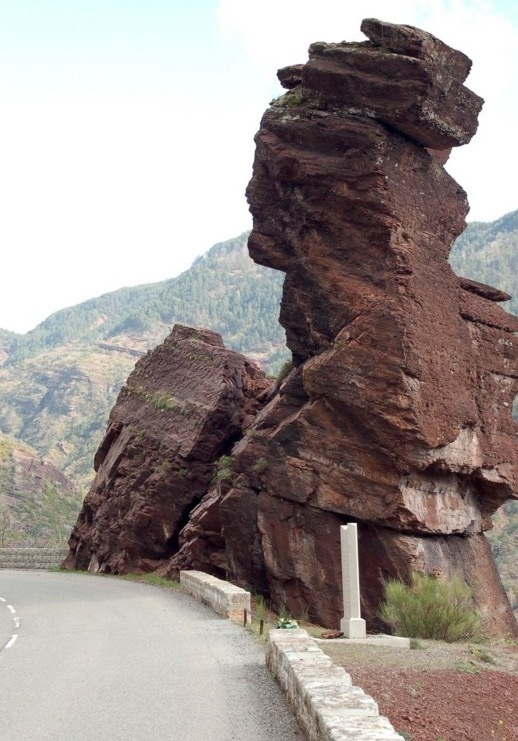
Busto de mujer con un sombrero, conocida como "el guardián de Daluis" en la región de Niza (Francia).
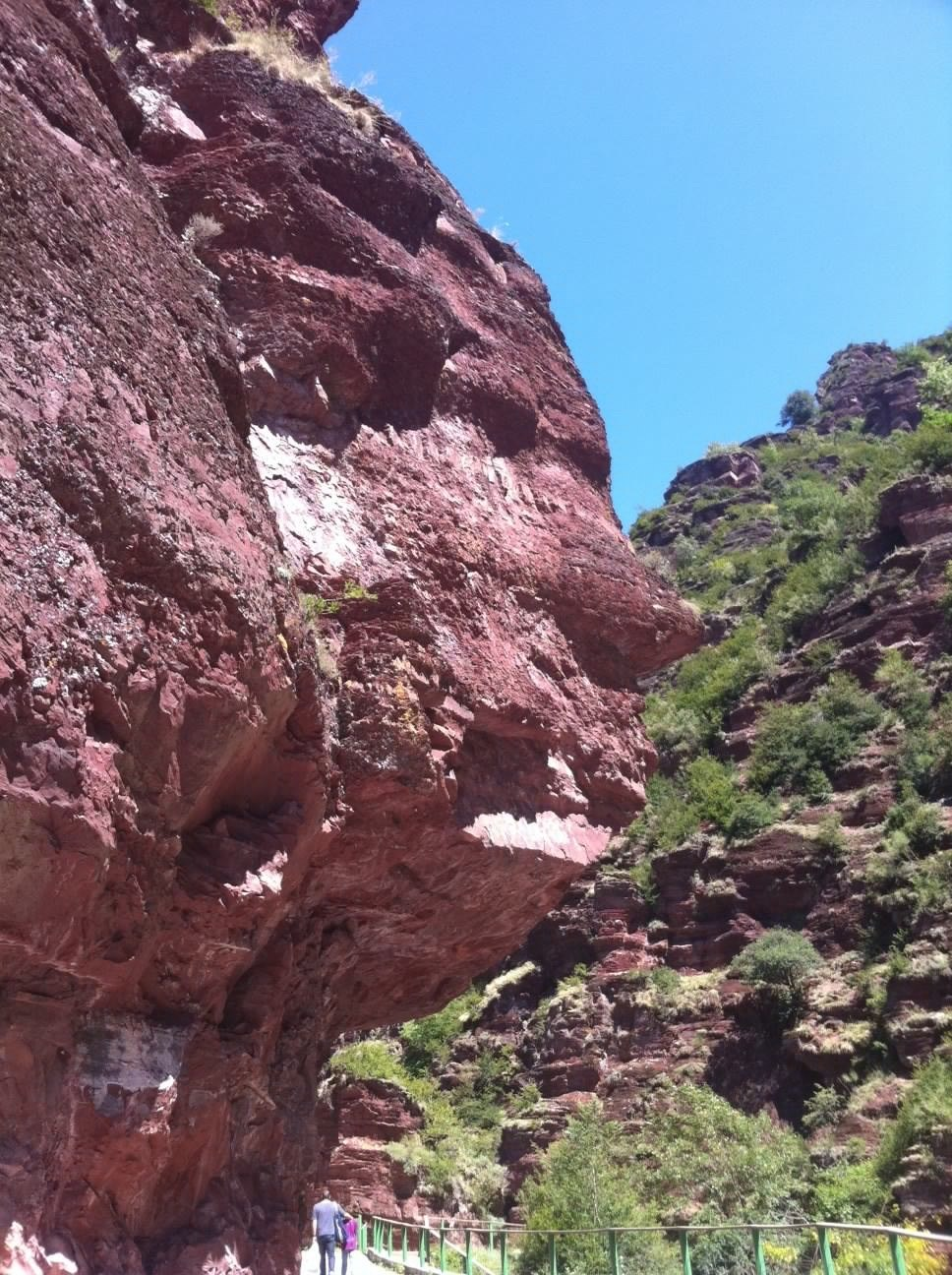
Rostro humano sonriente, pizarra roja, Provenza (Francia).
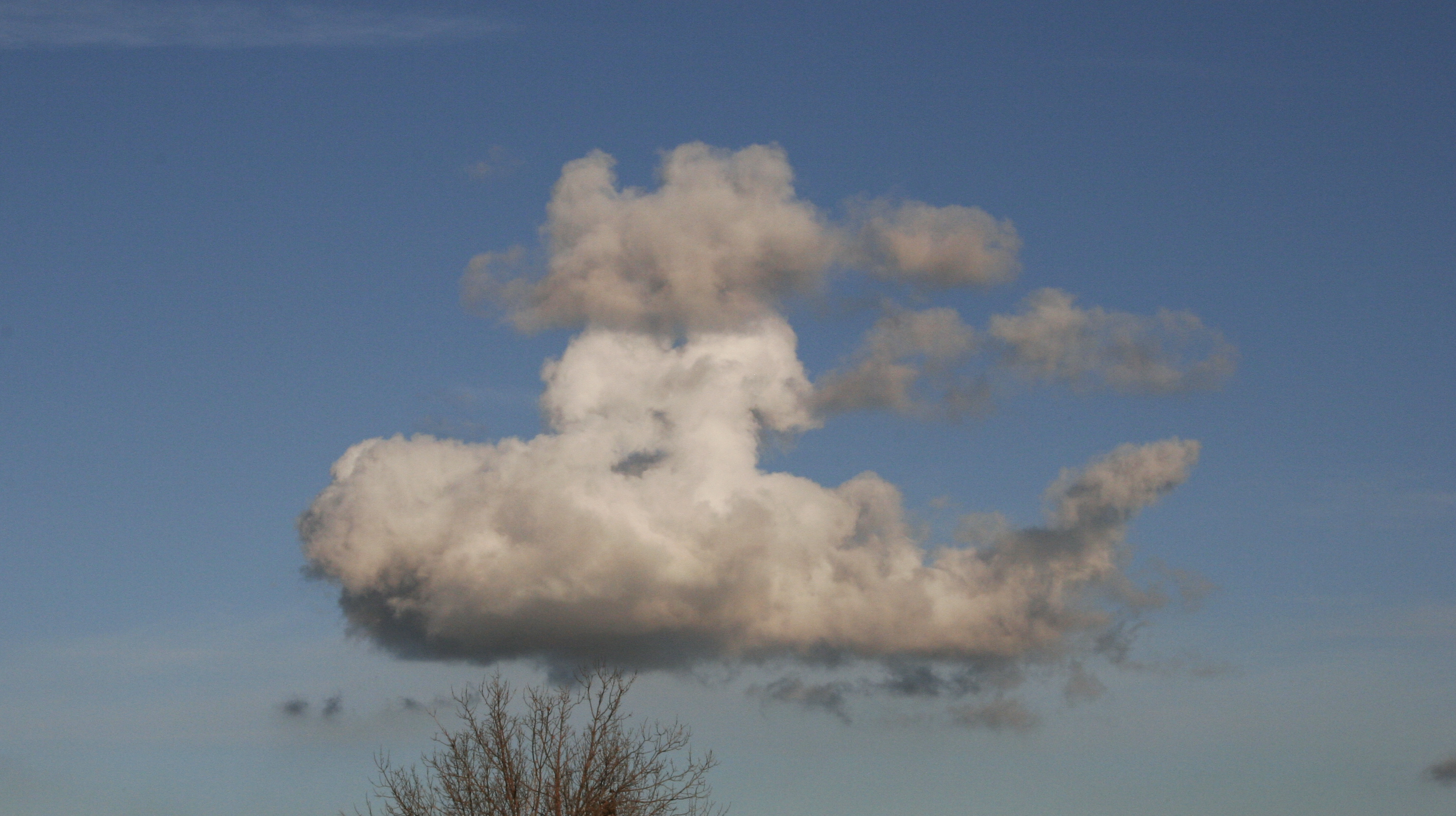
Esta nube sugiere la forma de un submarino o de un tiburón.
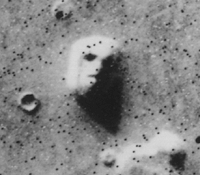
Las sombras de esta meseta en Marte, conocida como "cara de Marte", la hacen parecer un rostro humano.
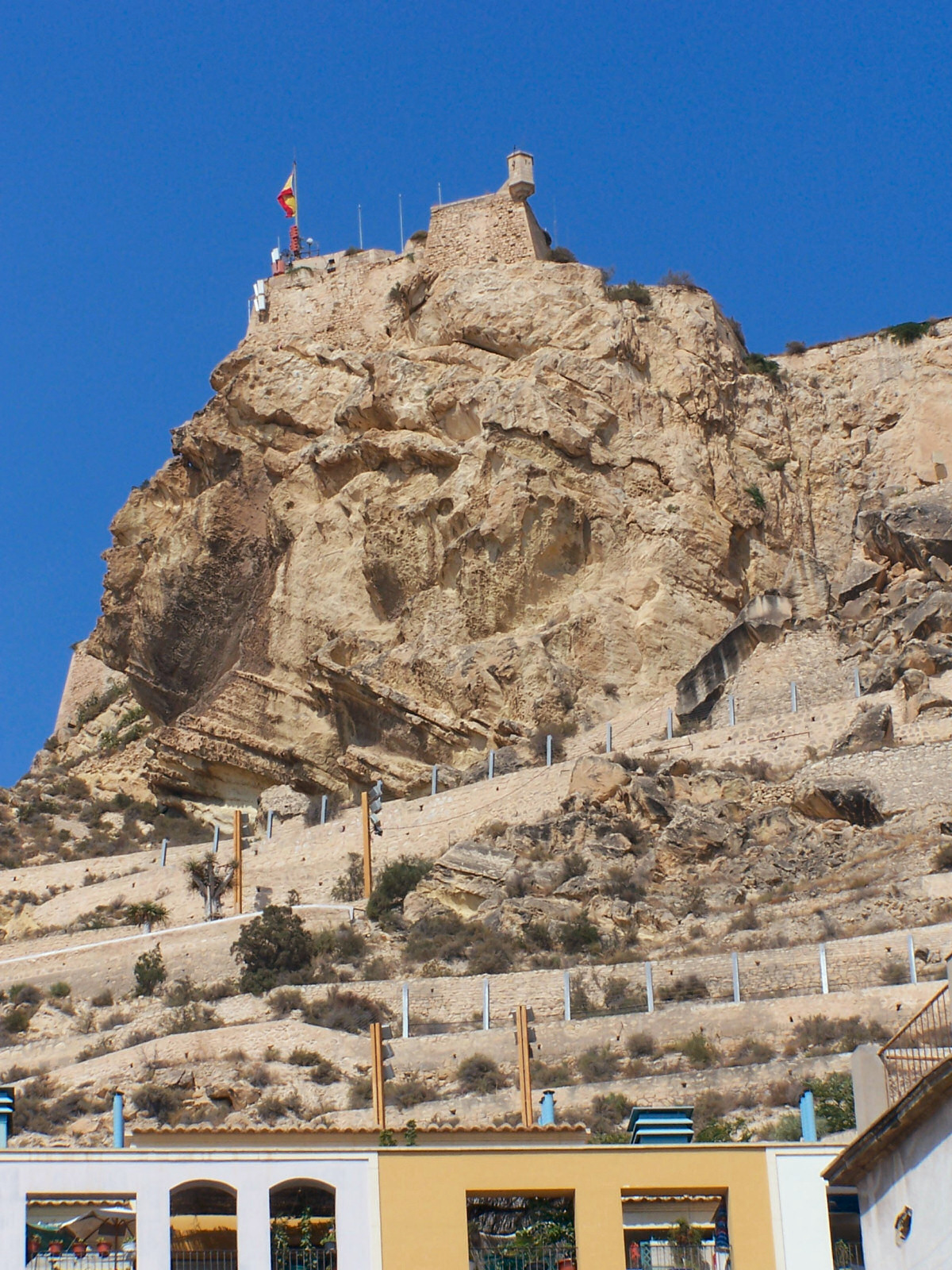
Vista del Castillo de Santa Bárbara desde el barrio de la Santa Cruz (Alicante) donde se puede apreciar la «cara del moro».
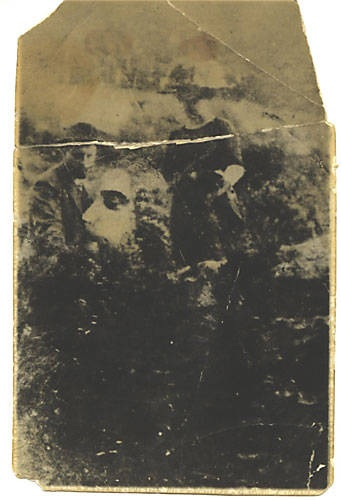
Una de las más famosas pareidolias fotográficas, donde se ve aparecer una cabeza de Cristo, que realmente es un bebé con un sombrero, sentado en el regazo de su padre.
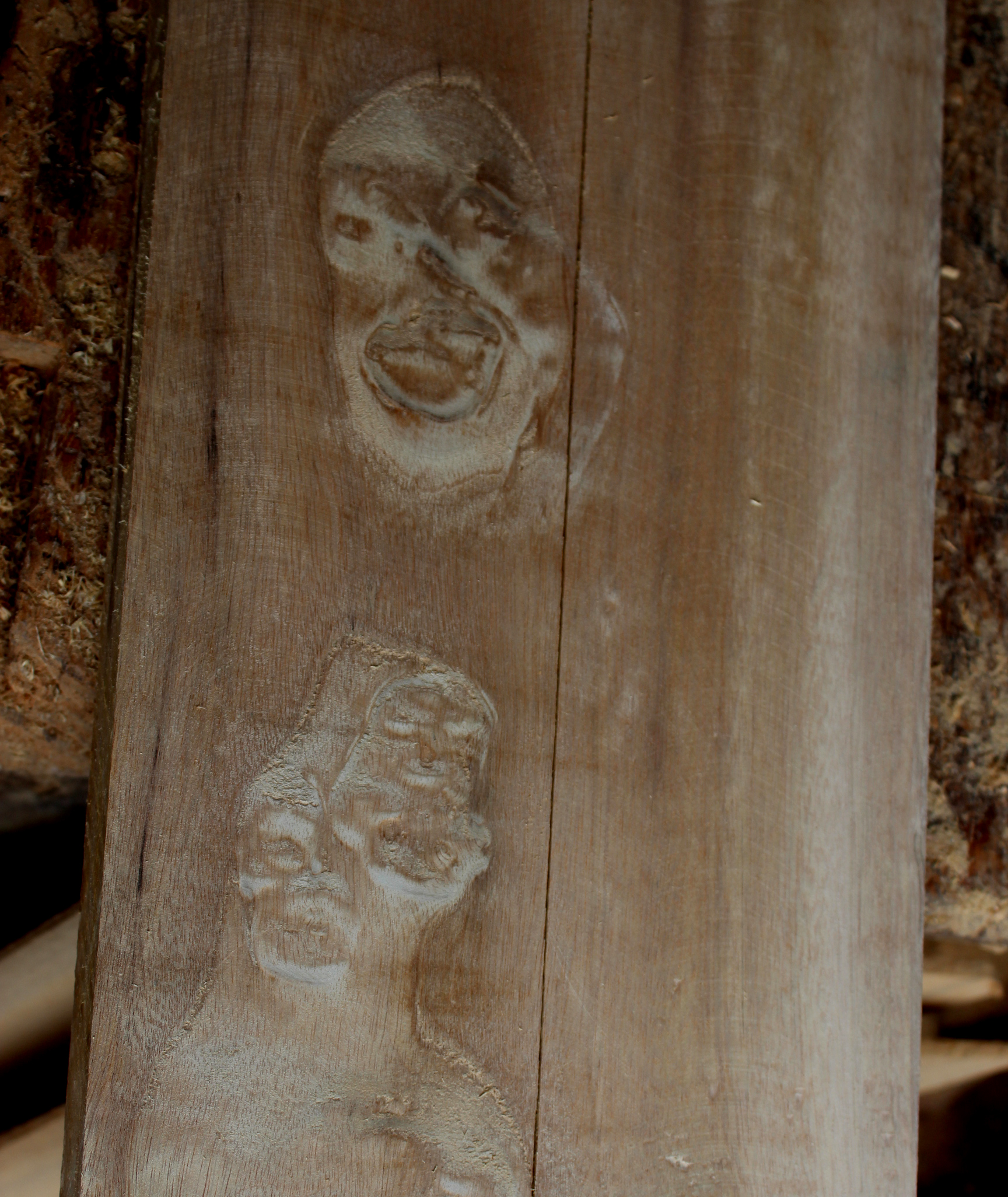
Los nudos en una tabla de madera tienen la forma de dos cabezas humanas.